# Isochromodes petropolisaria
Isochromodes petropolisaria är en fjärilsart som beskrevs av Charles Oberthür 1911. Isochromodes petropolisaria ingår i släktet Isochromodes och familjen mätare. Inga underarter finns listade i Catalogue of Life.